# Homozeugos
Homozeugos es un género de plantas herbáceas de la familia de las poáceas. Es originario de África tropical.

## Etimología
El nombre del género deriva de las palabras griegas homos (igual, mismo) y zugon (un par, un yugo), aludiendo a los pares de espiguillas homomórficas. 

## Especies
- Homozeugos conciliatum Guala
- Homozeugos eylesii C.E. Hubb.
- Homozeugos fragile Stapf
- Homozeugos gossweileri Stapf
- Homozeugos katakton Clayton